# Nadine Kraus
Nadine Kraus (* 14. Februar 1988 in Weiden in der Oberpfalz) ist eine deutsche Frauenfußballspielerin.

## Karriere
Die Mittelfeldspielerin durchlief die F- und D-Jugend des TSV Pressath und die C-Jugend der männlichen Junioren des TUS/DJK Grafenwöhr. In der Bayernliga absolvierte sie 13 Spiele (1156 Minuten) für den SC Regensburg und erzielte sechs Tore. Dabei gelang ihr gleich im ersten Spiel das Führungstor gegen die SpVgg Hausen. In ihrer Spielzeit für den 1. FC Saarbrücken bestritt sie 40 Spiele, in denen ihr sieben Treffer gelangen. Bei der SG Essen-Schönebeck absolvierte Nadine 35 Spiele und erzielte ein Tor – gegen ihren ehemaligen Verein 1. FC Saarbrücken. Von der Saison 2011/12 bis zur Saison 2013/14 spielte Kraus für den Bundesligisten FF USV Jena. Im Sommer 2013 beendete Kraus ihre Seniorenkarriere aufgrund ihrer Arbeit als Fitnesstrainerin und spielte seither als Stand-by Profi bei der in der 2. Bundesliga Nord spielenden Reserve des USV Jena. Im Januar 2015 kehrte sie den FF USV Jena den Rücken und wechselte zum VfL Bochum.

## Erfolge
- DFB: U17 (5)(3 Tore), U19 (1)
- 2 × Deutscher Meister mit U-18 Bayern (2004/2006);
- Finale des DFB-Pokals 2007/08 mit Saarbrücken (Torvorlage) (1:5 1. FFC Frankfurt)
- Berufung in die deutsche Fußball-Juniorennationalmannschaft
- Sportlerin des Jahres 2007 bei der Wahl des Medienhauses „Der neue Tag“

## Sonstiges
Kraus legte ihr Abitur am Elly-Heuss Gymnasium in Weiden in der Oberpfalz ab. Im Sommer 2013 schloss sie an der Friedrich-Schiller-Universität Jena ihr Bachelor of Arts Sportwissenschaften Studium erfolgreich ab. Mittlerweile arbeitet sie als Trainer und Kursleiter im „Injoy“ Fitnessstudio. Zudem gibt sie Tennisstunden und ist Trainerin der Fußball-Ferienschule. Kraus ist im Besitz der C-Trainerlizenz.

## Privates
In ihrer Jugend spielte sie auf Vereinsebene Tennis für TSV Pressath (1991–2000) und für den TC Grün-Rot Weiden (2002–2003). Zudem lernte Kraus von 1991 bis 2004 in der Tanzschule Weiden Ballett und gehörte zum Leichtathletik-Team des TSV Pressath bis 2007.